# 克萊頓 (堪薩斯州)
克萊頓（英語：Clayton）是一個位於美國堪薩斯州第開特縣和諾頓縣的城市。

## 地方資料
根據2020年美國人口普查的數據，克萊頓的面積為1.09平方千米，當中陸地面積為1.09平方千米，而水域面積為0.00平方千米。當地共有人口44人，而人口密度為每平方千米40.37人。